# Johann Philipp Lemke

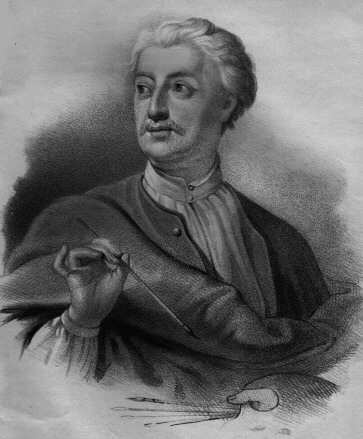
Selbstbildnis

Johann Philipp Lemke, auch Johann Philipp Lembke (getauft am 19. Mai 1631 in Nürnberg; † 13. April 1711 in der Deutschen Kirchengemeinde Sankta Gertrud in Stockholm), war ein deutscher Maler, Radierer und Kupferstecher, der längere Zeit in Italien und Schweden tätig war. Bekannt wurden seine Darstellungen von Schlachten und Jagdszenen.

## Leben
Lemke war der Sohn des Kürschners Michael Lemke, der dem Nürnberger Bürgertum angehörte. Er wurde in Hamburg von Meistern der Holländischen Schule ausgebildet und ging unter anderem, bis zu dessen Tod, bei dem Historienmaler Evert Decker († 1. Juni 1647) in die Lehre. Anschließend wurde er ein Schüler des Schlachtenmalers Jacob Weyer (1623–1670). Ab 1650 war er bei Georg Strauch (1613–1675) in Nürnberg und von 1649 bis 1651 bei Jacob Willemsz. de Wet in Haarlem tätig. Er weilte von 1653 bis 1673 zu Studienzwecken in Italien, wobei er sich vorzugsweise in Rom aufhielt, wo Il Bamboccio sein Vorbild war und er sich an den Werken des Jacques Courtois weiterbildete. Wie seine Lehrmeister spezialisierte er sich auf die Darstellung des Kampfes und von Jagdszenen und zeichnete in Italien auch Landschaft.
Wahrscheinlich auf Initiative von David Klöcker Ehrenstrahl rief ihn König Karl XI. 1683 nach Stockholm, wo er im Oktober ankam. Unter Aufsicht von Erik Dahlberg schuf Lemke im königlichen Auftrag einige Tafeln nach Dahlbergs Skizzen. Das Gemälde Schlacht bei Halmstad und die erste Tafel zur Schlacht bei Lund konnte er schon 1684 abliefern. Am Ende waren es vier kleinere Gemälde und 20 große Tafeln mit Schlachten, die anfänglich im Schloss Drottningholm aufgehängt wurden. Die Schlachten stellte Lemke fast aus Vogelperspektive dar, mit dem König oder kämpfenden Einheiten im Vordergrund. Aufgrund unsachgemäßer Behandlung bei einer groben Reinigung im 18. Jahrhundert verminderte sich der künstlerische Wert dieser Gemälde. 1806 gravierte Anders Fredrik Skjöldebrand einige Kopien nach den Tafeln.
Lemke malte auch eine große Anzahl kleinformatiger Bilder. Da er diese meist nicht signierte, wurden sie später oft fälschlicherweise anderen Malern zugesprochen. Seine letzten Jahre verbrachte Lemke in ökonomischen Schwierigkeiten. Er konnte nicht ausreichend Gemälde verkaufen und wartete auch noch auf die Hälfte des zugestandenen Lohnes für die schon erwähnten Auftragsarbeiten des schwedischen Königs.

## Werke

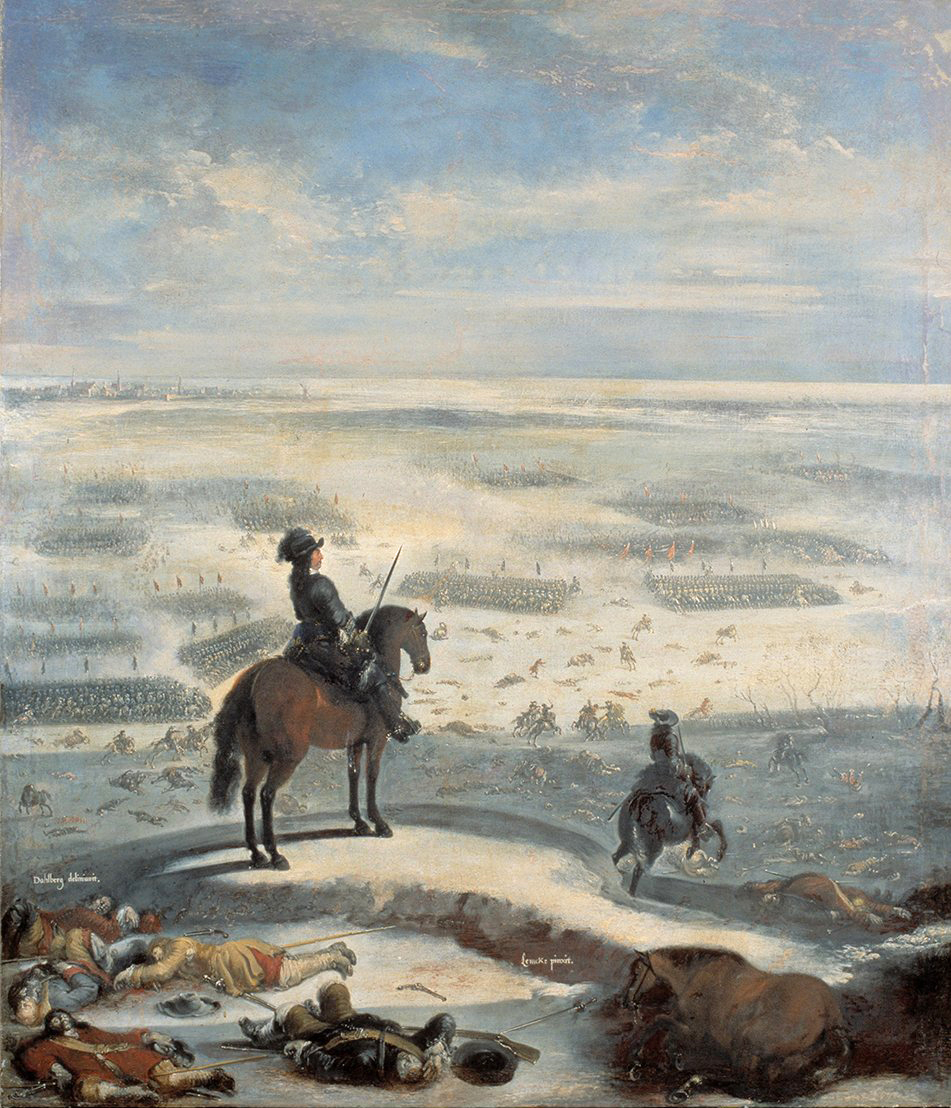
Karl X. blickt über das Eis des Großen Belt

- Josuas Kampf mit den Amalekitern Bildnis von 1651 im Nürnberger Rathaus[2]
- Die Verkündung an die Hirten; reiche Kompsition.[3]
- Reiter=Scharmützel, gem. auf Leinwand von Lembke in weißer Rahm.[4]
- Allegorie auf den Frieden (Zeichnung).[5]
- Der Falconier und der Fussgänger. Herzog Anton Ulrich-Museum Braunschweig (Radierung).[6]